# Poldark (film)
Poldark è un film televisivo del 1996, diretto da Richard Laxton e tratto dal romanzo Lo straniero venuto dal mare di Winston Graham.

## Trama
Mentre Ross Poldark combatte contro la Francia, la sua famiglia in Cornovaglia accoglie un naufrago misterioso che coinvolge il giovane Jeremy nel recupero di un vascello abbandonato.

## Produzione
Il film, tratto dall'ottavo libro della Saga dei Poldark, doveva essere l'episodio pilota di una nuova serie televisiva che fungesse da sequel a quella del 1975. A causa della scelta di un nuovo cast, i fan hanno protestato ed oltre cinquanta membri della Poldark Appreciation Society hanno picchettato il quartier generale della HTV a Bristol indossando costumi del XVIII secolo. Il film non ha avuto successo e la serie televisiva non fu mai realizzata.

## Distribuzione
Trasmesso nel Regno Unito il 3 ottobre 1996 sulla rete ITV, il film è andata in onda per la prima volta in Italia il 7 settembre 1997 in prima serata su Rai 3.